# Проекция Эккерта IV
Проекция Эккерта IV — это псевдоцилиндрическая картографическая проекция. Полюса представлены как отрезки прямых, длина этих отрезков равна половине длины экватора. Параллели представлены как прямые линии, расположенные через неравные интервалы и уменьшающиеся по длине к полюсам. Меридианы представляют собой эллиптические кривые, расположенные через равные интервалы.

## Формулы

### Прямое преобразование
Взяв {\displaystyle R} в качестве радиуса сферы и {\displaystyle \lambda _{0}} как центральный меридиан, точку с полярными координатами {\displaystyle (\varphi ,\lambda )} можно спроецировать в {\displaystyle x} и {\displaystyle y} по формулам:
{\displaystyle x={\frac {2}{\sqrt {4\pi +\pi ^{2}}}}R\,(\lambda -\lambda _{0})(1+\cos \theta )\approx 0.4222382\,R\,(\lambda -\lambda _{0})(1+\cos \theta )},
{\displaystyle y=2{\sqrt {\frac {\pi }{4+\pi }}}R\sin \theta \approx 1.3265004\,R\sin \theta },
где {\displaystyle \theta +\sin \theta \cos \theta +2\sin \theta =\left(2+{\frac {\pi }{2}}\right)\sin \varphi }. Это равенство можно численно решить используя метод Ньютона.

### Обратное преобразование
{\displaystyle \theta =\arcsin \left[y{\frac {\sqrt {4+\pi }}{2{\sqrt {\pi }}R}}\right]\approx \arcsin \left[{\frac {y}{1.3265004\,R}}\right]}
{\displaystyle \varphi =\arcsin \left[{\frac {\theta +\sin \theta \cos \theta +2\sin \theta }{2+{\frac {\pi }{2}}}}\right]}
{\displaystyle \lambda =\lambda _{0}+x{\frac {\sqrt {4\pi +\pi ^{2}}}{2R(1+\cos \theta )}}\approx \lambda _{0}+{\frac {x}{0.4222382\,R\,(1+\cos \theta )}}}